# Afrika-Cup 2008/Finalrunde
Finalrunde des Afrika-Cups 2008

## Finalrunde
Im Viertel- und Halbfinale, im Spiel um Platz drei und im Finale wird im K.-o.-System gespielt. Steht es bei den Spielen der Finalrunde nach der regulären Spielzeit von 90 Minuten unentschieden, kommt es zur Verlängerung von zweimal 15 Minuten und falls nach Ende der Verlängerung immer noch kein Sieger feststeht zum Elfmeterschießen.
|  | Viertelfinale                           | Viertelfinale                           |                                       |                                        | Halbfinale                             | Halbfinale |  |  | Finale                                 | Finale                                 |
|  |                                         |                                         |                                       |                                        |                                        |            |  |  |                                        |                                        |
|  | 3. Februar 2008 um 18:00 Uhr in Accra   |                                         |                                       |                                        |                                        |            |  |  |                                        |                                        |
|  | Ghana                                   | 2                                       |                                       |                                        |                                        |            |  |  |                                        |                                        |
|  | Ghana                                   | 2                                       | 7. Februar 2008 um 18:00 Uhr in Accra |                                        |                                        |            |  |  |                                        |                                        |
|  | Nigeria                                 | 1                                       |                                       |                                        |                                        |            |  |  |                                        |                                        |
|  | Nigeria                                 | 1                                       | Ghana                                 | 0                                      |                                        |            |  |  |                                        |                                        |
|  |                                         |                                         | Ghana                                 | 0                                      |                                        |            |  |  |                                        |                                        |
|  |                                         | Kamerun                                 | 1                                     |                                        |                                        |            |  |  |                                        |                                        |
|  | Tunesien                                | Kamerun                                 | 1                                     | 2                                      |                                        |            |  |  |                                        |                                        |
|  | Tunesien                                |                                         |                                       | 2                                      |                                        |            |  |  |                                        |                                        |
|  | Kamerun                                 | 3                                       |                                       | 10. Februar 2008 um 18:00 Uhr in Accra | 10. Februar 2008 um 18:00 Uhr in Accra |            |  |  |                                        |                                        |
|  | 4. Februar 2008 um 21:30 Uhr in Tamale  | 4. Februar 2008 um 21:30 Uhr in Tamale  | Kamerun                               | 0                                      |                                        |            |  |  |                                        |                                        |
|  | 3. Februar 2008 um 21:30 Uhr in Sekondi | 3. Februar 2008 um 21:30 Uhr in Sekondi |                                       | Ägypten                                | 1                                      |            |  |  |                                        |                                        |
|  | Elfenbeinküste                          | 5                                       |                                       |                                        |                                        |            |  |  |                                        |                                        |
|  | Guinea                                  | 0                                       |                                       |                                        |                                        |            |  |  |                                        |                                        |
|  | Guinea                                  | 0                                       | Elfenbeinküste                        | 1                                      |                                        |            |  |  |                                        |                                        |
|  |                                         |                                         | Elfenbeinküste                        | 1                                      | Spiel um Platz 3                       |            |  |  |                                        |                                        |
|  |                                         | Ägypten                                 | 4                                     |                                        |                                        |            |  |  |                                        |                                        |
|  | Ägypten                                 | Ägypten                                 | 4                                     | 2                                      | Ghana                                  | 4          |  |  |                                        |                                        |
|  | Ägypten                                 | 7. Februar 2008 um 21:30 Uhr in Kumasi  |                                       | 2                                      | Ghana                                  | 4          |  |  |                                        |                                        |
|  | Angola                                  | 1                                       |                                       | Elfenbeinküste                         | 2                                      |            |  |  |                                        |                                        |
|  | Angola                                  | 1                                       |                                       |                                        | 2                                      |            |  |  |                                        |                                        |
|  | 4. Februar 2008 um 18:00 Uhr in Kumasi  | 4. Februar 2008 um 18:00 Uhr in Kumasi  |                                       |                                        |                                        |            |  |  | 9. Februar 2008 um 18:00 Uhr in Kumasi | 9. Februar 2008 um 18:00 Uhr in Kumasi |

## Viertelfinale

### Ghana – Nigeria 2:1 (1:1)
| Ghana                                         | Ghana | Nigeria | Nigeria |
| --------------------------------------------- | --- | --- | ------- |
| Ghana                                         | \| Viertelfinale 1 \| \| 3. Februar 2008 in Accra (Ohene Djan Stadium) \| \| Schiedsrichter: Mohamed Benouza ( Algerien) \| | \| Viertelfinale 1 \| \| 3. Februar 2008 in Accra (Ohene Djan Stadium) \| \| Schiedsrichter: Mohamed Benouza ( Algerien) \| | Nigeria |
| Ghana                                         | Richard Kingson – Eric Addo, John Mensah, John Paintsil, Hans Sarpei – Anthony Annan, Sulley Muntari, Michael Essien, Quincy Owusu-Abeyie (74. Haminu Dramani) – Junior Agogo, Asamoah Gyan (62. Laryea Kingston) Cheftrainer: Claude Le Roy ( Frankreich) | Austin Ejide – Joseph Yobo, Obinna Nwaneri, Taye Taiwo, Danny Shittu – Seyi Olofinjana, John Obi Mikel (85. Victor Obinna), Dickson Etuhu (71. Richard Eromoigbe) – Yakubu Aiyegbeni, Ikechukwu Uche, Osaze Odemwingie Cheftrainer: Berti Vogts ( Deutschland) | Nigeria |
| Ghana                                         | 1:1 Michael Essien (45.+3') 2:1 Junior Agogo (83.) | 0:1 Yakubu Aiyegbeni (35., FE) | Nigeria |
| Ghana                                         | Gyan (45.), Junior Agogo (84.) | Taye Taiwo (9.), Obinna Nwaneri (18.), John Obi Mikel (76.) | Nigeria |
| Ghana                                         | John Mensah (60., Notbremse) | | Nigeria |
| Viertelfinale 1                               | | |         |
| 3. Februar 2008 in Accra (Ohene Djan Stadium) | | |         |
| Schiedsrichter: Mohamed Benouza ( Algerien)   | | |         |

### Elfenbeinküste – Guinea 5:0 (1:0)
| Elfenbeinküste                                                 | Elfenbeinküste | Guinea | Guinea |
| -------------------------------------------------------------- | --- | --- | ------ |
| Elfenbeinküste                                                 | \| Viertelfinale 2 \| \| 3. Februar 2008 in Sekondi-Takoradi (Sekondi-Takoradi-Stadion) \| \| Schiedsrichter: Djamel Haimoudi ( Algerien) \| | \| Viertelfinale 2 \| \| 3. Februar 2008 in Sekondi-Takoradi (Sekondi-Takoradi-Stadion) \| \| Schiedsrichter: Djamel Haimoudi ( Algerien) \| | Guinea |
| Elfenbeinküste                                                 | Barry Boubacar – Arthur Boka, Abdoulaye Meïté, Romaric, Emmanuel Eboué – Didier Zokora, Yaya Touré, Abdul Kader Keïta (75. Emerse Faé) – Salomon Kalou, Aruna Dindane (75. Arouna Koné), Didier Drogba (76. Bakari Koné) Cheftrainer: Gérard Gili ( Frankreich) | Kémoko Camara – Mamadou Bah, Alimou Mamadou Diallo, Ibrahima Sory Camara, Daouda Jabi – Kamil Zayatte (83. Oumar Kalabane), Mohamed Sacko, Samuel Johnson (68. Naby Soumah) – Ismaël Bangoura, Souleymane Youla (61. Karamoko Cissé), Fodé Mansaré Cheftrainer: Robert Nouzaret ( Frankreich) | Guinea |
| Elfenbeinküste                                                 | 1:0 Abdul Kader Keïta (25.) 2:0 Didier Drogba (70.) 3:0 Salomon Kalou (72.) 4:0 Salomon Kalou (81.) 5:0 Bakari Koné (86.) | | Guinea |
| Elfenbeinküste                                                 | Kamil Zayatte (18.), Ibrahima Camara (90.+3') | | Guinea |
| Viertelfinale 2                                                | | |        |
| 3. Februar 2008 in Sekondi-Takoradi (Sekondi-Takoradi-Stadion) | | |        |
| Schiedsrichter: Djamel Haimoudi ( Algerien)                    | | |        |

### Ägypten – Angola 2:1 (2:1)
| Ägypten                                       | Ägypten | Angola | Angola |
| --------------------------------------------- | --- | --- | ------ |
| Ägypten                                       | \| Viertelfinale 3 \| \| 4. Februar 2008 in Kumasi (Baba-Yara-Stadion) \| \| Schiedsrichter: Yūichi Nishimura ( Japan) \| | \| Viertelfinale 3 \| \| 4. Februar 2008 in Kumasi (Baba-Yara-Stadion) \| \| Schiedsrichter: Yūichi Nishimura ( Japan) \|                                                                        | Angola |
| Ägypten                                       | Essam El-Hadary – Sayed Moawad (66. Mahmoud Fathallah), Ahmed Fathy, Hani Said, Shady Mohamed – Wael Gomaa, Hosni Abd-Rabou, Mohamed Shawky – Mohamed Abo Treka (90.+2. Ibrahim Zaid), Amr Zaki (71. Ahmed Hassan), Emad Moteab Cheftrainer: Hassan Shehata | Lamá – Marco Airosa, Kali, Yamba Asha, Rui Marques – Zé Kalanga (72. Mateus), André Macanga, Gilberto, Maurito (46. Mendonça) – Manucho, Flávio (84. Édson) Cheftrainer: Luís Oliveira Gonçalves | Angola |
| Ägypten                                       | 1:0 Hosni Abd-Rabou (23., Handelfmeter) 2:1 Amr Zaki (39.) | 1:1 Manucho (27.) | Angola |
| Ägypten                                       | Sayed Moawad (8.), Wael Gomaa (35.), Mohamed Abo Treka (49.) | André Macanga (22.), Flávio (73.) | Angola |
| Viertelfinale 3                               | | |        |
| 4. Februar 2008 in Kumasi (Baba-Yara-Stadion) | | |        |
| Schiedsrichter: Yūichi Nishimura ( Japan)     | | |        |

### Tunesien – Kamerun 2:3 n.V. (2:2, 1:2)
| Tunesien                                   | Tunesien | Kamerun | Kamerun |
| ------------------------------------------ | --- | --- | ------- |
| Tunesien                                   | \| Viertelfinale 4 \| \| 4. Februar 2008 in Tamale (Tamale-Stadion) \| \| Schiedsrichter: Koman Coulibaly ( Mali) \| | \| Viertelfinale 4 \| \| 4. Februar 2008 in Tamale (Tamale-Stadion) \| \| Schiedsrichter: Koman Coulibaly ( Mali) \| | Kamerun |
| Tunesien                                   | Hamdi Kasraoui – Radhouène Felhi, Mehdi Nafti (71. Issam Jemâa), Wissam El Bekri, Karim Haggui (39. Saber Ben Frej) – Radhi Jaïdi, Chaouki Ben Saada, Mejdi Traoui, Jawhar Mnari – Yassine Chikhaoui, Francileudo Silva dos Santos (86. Amine Chermiti) Cheftrainer: Roger Lemerre ( Frankreich) | Idriss Carlos Kameni – Thimothée Atouba (108. Bill Tchato), André Bikey, Rigobert Song, Geremi Njitap – Achille Emana (62. Joël Epalle), Stéphane Mbia, Alexandre Song, Jean Makoun (66. Gilles Binya) – Mohamadou Idrissou, Samuel Eto’o Cheftrainer: Otto Pfister ( Deutschland) | Kamerun |
| Tunesien                                   | 1:2 Chaouki Ben Saada (34.) 2:2 Yassine Chikhaoui (81.) | 0:1 Stéphane Mbia (18.) 0:2 Geremi Njitap (27.) 2:3 Stéphane Mbia (93.) | Kamerun |
| Tunesien                                   | Mehdi Nafti (14.), Radhi Jaïdi (108.) | Thimothée Atouba (79.) | Kamerun |
| Viertelfinale 4                            | | |         |
| 4. Februar 2008 in Tamale (Tamale-Stadion) | | |         |
| Schiedsrichter: Koman Coulibaly ( Mali)    | | |         |

## Halbfinale

### Ghana – Kamerun 0:1 (0:0)
| Ghana                                           | Ghana | Kamerun | Kamerun |
| ----------------------------------------------- | --- | --- | ------- |
| Ghana                                           | \| Halbfinale 1 \| \| 7. Februar 2008 in Accra (Ohene Djan Stadium) \| \| Zuschauer: 40.000 \| \| Schiedsrichter: Abderrahim El Arjoun ( Marokko) \|                                                                                      | \| Halbfinale 1 \| \| 7. Februar 2008 in Accra (Ohene Djan Stadium) \| \| Zuschauer: 40.000 \| \| Schiedsrichter: Abderrahim El Arjoun ( Marokko) \| | Kamerun |
| Ghana                                           | Richard Kingson – John Paintsil, Michael Essien, Eric Addo, Hans Sarpei – André Ayew (86. Ahmed Barusso), Haminu Dramani, Sulley Muntari, Anthony Annan – Quincy Owusu-Abeyie (61. Baffour Gyan) Cheftrainer: Claude Le Roy ( Frankreich) | Idriss Carlos Kameni – Thimothée Atouba, Rigobert Song, André Bikey, Geremi Njitap – Alexandre Song, Achille Emana (78. Gilles Binya), Stéphane Mbia – Mohamadou Idrissou (46. Joël Epalle), Joseph-Désiré Job (62. Alain Nkong), Samuel Eto’o Cheftrainer: Otto Pfister ( Deutschland) | Kamerun |
| Ghana                                           | 0:1 Alain Nkong (71.) | | Kamerun |
| Ghana                                           | Rigobert Song (70.) | | Kamerun |
| Ghana                                           | André Bikey (90.+1', unsportliches Verhalten) | | Kamerun |
| Halbfinale 1                                    | | |         |
| 7. Februar 2008 in Accra (Ohene Djan Stadium)   | | |         |
| Zuschauer: 40.000                               | | |         |
| Schiedsrichter: Abderrahim El Arjoun ( Marokko) | | |         |

### Elfenbeinküste – Ägypten 1:4 (0:1)
| Elfenbeinküste                                | Elfenbeinküste | Ägypten | Ägypten |
| --------------------------------------------- | --- | --- | ------- |
| Elfenbeinküste                                | \| Halbfinale 2 \| \| 7. Februar 2008 in Kumasi (Baba-Yara-Stadion) \| \| Zuschauer: 30.000[1] \| \| Schiedsrichter: Eddy Maillet ( Seychellen) \| | \| Halbfinale 2 \| \| 7. Februar 2008 in Kumasi (Baba-Yara-Stadion) \| \| Zuschauer: 30.000[1] \| \| Schiedsrichter: Eddy Maillet ( Seychellen) \| | Ägypten |
| Elfenbeinküste                                | Barry Boubacar (39. Stephan Loboué) – Arthur Boka, Abdoulaye Meïté, Kolo Touré, Emmanuel Eboué – Didier Zokora, Yaya Touré – Salomon Kalou (60. Bakari Koné), Abdul Kader Keïta, Aruna Dindane (78. Arouna Koné), Didier Drogba Cheftrainer: Gérard Gili ( Frankreich) | Essam El-Hadary – Ahmed Fathy, Hani Said, Wael Gomaa, Sayed Moawad (77. Mahmoud Fathallah) – Ahmed Hassan, Mohamed Abo Treka, Hosni Abd-Rabou, Shady Mohamed – Emad Moteab (68. Mohamed Zidan), Amr Zaki (87. Ibrahim Said) Cheftrainer: Hassan Shehata | Ägypten |
| Elfenbeinküste                                | 1:2 Abdul Kader Keïta (64.) | 0:1 Ahmed Fathy (12.) 0:2 Amr Zaki (63.) 1:3 Amr Zaki (67.) 1:4 Mohamed Abo Treka (90.+1') | Ägypten |
| Halbfinale 2                                  | | |         |
| 7. Februar 2008 in Kumasi (Baba-Yara-Stadion) | | |         |
| Zuschauer: 30.000                             | | |         |
| Schiedsrichter: Eddy Maillet ( Seychellen)    | | |         |

## Spiel um Platz 3

### Ghana – Elfenbeinküste 4:2 (1:2)
| Ghana                                         | Ghana | Elfenbeinküste | Elfenbeinküste |
| --------------------------------------------- | --- | --- | -------------- |
| Ghana                                         | \| Spiel um Platz drei \| \| 9. Februar 2008 in Kumasi (Baba-Yara-Stadion) \| \| Zuschauer: 40.000[2] \| \| Schiedsrichter: Jerome Damon ( Südafrika) \| | \| Spiel um Platz drei \| \| 9. Februar 2008 in Kumasi (Baba-Yara-Stadion) \| \| Zuschauer: 40.000[2] \| \| Schiedsrichter: Jerome Damon ( Südafrika) \|                                                                                              | Elfenbeinküste |
| Ghana                                         | Richard Kingson – Hans Sarpei, John Mensah, John Paintsil, Anthony Annan – Haminu Dramani (89. Harrison Afful), Michael Essien, Eric Addo (90.+4' Ahmed Barusso), Sulley Muntari – Baffour Gyan (20. Quincy Owusu-Abeyie), Junior Agogo Cheftrainer: Claude Le Roy ( Frankreich) | Tiassé Koné – Arthur Boka, Didier Zokora, Marco Zoro, Siaka Tiéné – Abdul Kader Keïta (64. Yaya Touré), Emerse Faé (83. Aruna Dindane), Romaric, Salomon Kalou (73. Gervinho) – Boubacar Sanogo, Didier Drogba Cheftrainer: Gérard Gili ( Frankreich) | Elfenbeinküste |
| Ghana                                         | 1:0 Sulley Muntari (10.) 2:2 Quincy Owusu-Abeyie (70.) 3:2 Junior Agogo (80.) 4:2 Haminu Dramani (84.) | 1:1 Boubacar Sanogo (24.) 1:2 Boubacar Sanogo (32.) | Elfenbeinküste |
| Spiel um Platz drei                           | | |                |
| 9. Februar 2008 in Kumasi (Baba-Yara-Stadion) | | |                |
| Zuschauer: 40.000                             | | |                |
| Schiedsrichter: Jerome Damon ( Südafrika)     | | |                |

## Finale

### Kamerun – Ägypten 0:1 (0:0)
| Kamerun                                        | Kamerun | Ägypten | Ägypten |
| ---------------------------------------------- | --- | --- | ------- |
| Kamerun                                        | \| Finale \| \| 10. Februar 2008 in Accra (Ohene Djan Stadium) \| \| Zuschauer: 35.500[3] \| \| Schiedsrichter: Coffi Codjia ( Benin) \| | \| Finale \| \| 10. Februar 2008 in Accra (Ohene Djan Stadium) \| \| Zuschauer: 35.500[3] \| \| Schiedsrichter: Coffi Codjia ( Benin) \| | Ägypten |
| Kamerun                                        | Idriss Carlos Kameni – Geremi Njitap, Bill Tchato, Rigobert Song, Thimothée Atouba – Stéphane Mbia, Alexandre Song (16. Gilles Binya), Joël Epalle (65. Modeste M’Bami), Achille Emana (56. Mohamadou Idrissou), Alain Nkong – Samuel Eto’o Cheftrainer: Otto Pfister ( Deutschland) | Essam El-Hadary – Shady Mohamed, Hani Said, Wael Gomaa, Sayed Moawad, Ahmed Fathy – Hosni Abd-Rabou, Mohamed Abo Treka (90. Ibrahim Said), Ahmed Hassan – Emad Moteab (60. Mohamed Zidan), Amr Zaki (84. Mohamed Shawky) Cheftrainer: Hassan Shehata | Ägypten |
| Kamerun                                        | 0:1 Mohamed Abo Treka (77.) | | Ägypten |
| Kamerun                                        | Thimothée Atouba (62.), Mohamadou Idrissou (88.) | Ahmed Hassan (87.) | Ägypten |
| Finale                                         | | |         |
| 10. Februar 2008 in Accra (Ohene Djan Stadium) | | |         |
| Zuschauer: 35.500                              | | |         |
| Schiedsrichter: Coffi Codjia ( Benin)          | | |         |